# 亨利·弗拉格勒
亨利·莫里森·弗拉格勒（1830年1月2日—1913年5月20日）是一名美国工业家，标准石油、佛罗里达东海岸铁路的创始人。

## 生平

### 早年经历和教育
亨利·弗拉格勒于1830年1月2日出生在纽约州霍普韦尔。他的父亲艾萨克·弗拉格勒（Isaac Flagler）是一位长老会牧师，家族源自德国普法尔茨地区，并于18世纪初迁居至美国。母亲伊丽莎白·考德威尔·哈克尼斯·弗拉格勒（Elizabeth Caldwell Harkness Flagler）是艾萨克·弗拉格勒的第三任妻子，她曾与前夫戴维·哈克尼斯（David Harkness）养育继子斯蒂芬·V·哈克尼斯（Stephen V. Harkness），并育有儿子丹尼尔·M·哈克尼斯（Daniel M. Harkness），他们后来都成为亨利·弗拉格勒的重要商业伙伴。
亨利·弗拉格勒的正式教育止于八年级，但在19世纪中期，这样的教育水平已属不易。当时，美国大约只有不到一半的儿童能够接受基础教育，而获得高中毕业文凭的人更是少之又少。然而，弗拉格勒的求知欲和勤奋精神使他在年轻时便展现出卓越的商业才华。他14岁时离开家乡，前往俄亥俄州的共和镇投奔他的异母兄弟丹尼尔·哈克尼斯。在那里，他进入L.G.哈克尼斯公司（L.G. Harkness and Company）从事粮食生意，起初的薪水仅为每月5美元外加食宿。然而，他凭借勤奋和精明的商业头脑迅速在公司崭露头角。到1849年，他被提升为推銷員，年薪增长至400美元（相当于今天的1万美元）。
1852年，弗拉格勒与异母兄弟丹尼尔·哈克尼斯成为D.M.哈克尼斯公司（D.M. Harkness and Company）的合伙人。同年，他迎娶了玛丽·哈克尼斯（Mary Harkness），两人婚后育有三个孩子，分别是珍妮·路易丝（Jennie Louise）、凯莉（Carrie）和小亨利（Henry Jr.）。然而，他的第二个孩子凯莉不幸在3岁时夭折，这对他和家庭带来了沉重打击，但弗拉格勒始终勇于探索新的商业机会。1862年，他与妻子的妹夫巴尼·汉林·约克（Barney Hamlin York）在密歇根州萨吉诺共同创办了弗拉格勒与约克盐业公司（Flagler and York Salt Company），进军盐矿开采和生产行业。然而，由于他对盐矿产业的技术和市场了解不足，公司在南北战争期间遭受严重打击，最终倒闭。他不仅损失了自己投资的5万美元，还赔上了从岳父和兄弟那里借来的5万美元。然而，这次失败让弗拉格勒深刻认识到投资前必须进行充分的市場研究，这一经验也成为他日后成功的重要教训。

### 进军石油产业
亨利·弗拉格勒在密歇根州的盐业生意失败后，于1866年回到俄亥俄州的贝尔维尤，重新进入粮食行业，成为哈克尼斯粮食公司（Harkness Grain Company）的一名代理商。他努力还清欠款，并通过这一工作结识了当时在赫威特与塔特尔公司（Hewitt and Tuttle）担任代理商的约翰·D·洛克菲勒（John D. Rockefeller）。当时，美国的石油精炼产业正迅速崛起，而克利夫兰成为了全国五大炼油业中心之一。洛克菲勒敏锐地察觉到石油产业的潜力，决定离开粮食行业，转而投身于石油精炼业务，并与化学家兼发明家塞缪尔·安德鲁斯（Samuel Andrews）合作创办了自己的炼油厂。
1867年，洛克菲勒的石油事业正处于起步阶段，他急需资金扩大业务，于是向弗拉格勒寻求投资。弗拉格勒成功说服他的继兄斯蒂芬·V·哈克尼斯投资10万美元（相当于2023年的218万美元），但条件是弗拉格勒必须成为合伙人。于是，洛克菲勒、安德鲁斯与弗拉格勒三人正式建立了洛克菲勒-安德鲁斯-弗拉格勒公司（Rockefeller, Andrews & Flagler），弗拉格勒负责管理哈克尼斯的投资份额，该合伙企业最终发展成为标准石油公司。在弗拉格勒的推动下，公司开始利用铁路运费折扣策略，这使他们在竞争中占据了优势。他凭借自己在粮食贸易中的人脉，与铁路公司达成协议，获得相当于15%的运费回扣。此举不仅降低了公司的运输成本，也让标准石油能够比竞争对手以更低的价格出售石油产品，迅速扩大市场份额。到了1872年，该公司已成为全美最大的石油精炼企业，每天生产1万桶石油。
1870年1月10日，弗拉格勒与洛克菲勒、安德鲁斯三人决定将公司扩展为股份制企业，并正式成立俄亥俄标准石油公司（Standard Oil of Ohio）。此后，公司迅速扩张，逐步垄断了美国的炼油行业。随着石油行业竞争的加剧，标准石油采取了一系列激进的市场策略，例如收购竞争对手、优化炼油和运输流程，并通过秘密协议获得铁路公司的特殊优惠。1872年，在一场被称为“征服克利夫兰”（Cleveland Conquest）或“克利夫兰大屠杀”（Cleveland Massacre）的商业行动中，标准石油在短短四个月内吞并了克利夫兰26家炼油厂中的22家，使其在行业内占据了绝对主导地位。
1877年，弗拉格勒和家人搬迁至纽约，当时纽约正在迅速成为美国的商业中心。随后，标准石油也将总部迁至纽约市百老汇大街26号，成为美国最具影响力的公司之一。在公司扩张的过程中，弗拉格勒和洛克菲勒不断加强对石油行业的掌控。他们不仅收购竞争对手，还建立自己的管道、油罐车和家庭配送网络，垂直整合了整个石油产业链。他们还研发了超过300种石油相关产品，包括焦油、油漆、凡士林以及口香糖等，进一步扩大了公司的影响力。正是凭借这种独特的商业眼光和强大的执行力，标准石油最终在19世纪末期控制了全美90%以上的炼油业务，成为美国历史上最强大的企业之一，而弗拉格勒也因此成为美国最成功的企业家之一。

### 市场垄断之争议
标准石油的扩张不仅限于石油生产，它还通过横向整合的方式，收购了大量小型炼油厂，削弱了竞争对手的市场份额。早在1879年，宾夕法尼亚州曾对弗拉格勒和洛克菲勒提出垄断指控，随之而来的，是各州对标准石油商业行为的调查。尽管如此，标准石油凭借其巨大的经济实力和市场掌控力，成功地应对了这些挑战，并通过横向和纵向整合，进一步巩固了其行业领导地位。尽管公司在初期遭遇了与铁路巨头的激烈竞争，尤其是与宾夕法尼亚铁路总裁托马斯·A·斯科特（Thomas A. Scott）的冲突，但标准石油将石油通过自建的管道运输系统，逐渐从铁路公司手中争取到了市场主导权，并最终实现了对石油运输和精炼的控制。与此同时，标准石油还通过秘密协议获得了铁路的运输折扣，进一步压低了竞争对手的价格，削弱了他们的市场竞争力。
尽管标准石油的扩张策略引发了广泛的批评，甚至遭到公众和政府的指责，称其为“世界上最残酷、最无情、最贪婪的垄断”，但弗拉格勒与洛克菲勒始终坚称，他们的商业模式是在提升整个行业的效率，并使石油产品更加廉价和普及。事实上，标准石油通过不断创新，的确降低了石油产品的价格，使得煤油等产品的价格下降了近80%，大大降低了普通消费者的生活成本。尽管如此，外界对其商业手段的质疑并未停止，新闻媒体对其不断进行抨击。到1882年，标准石油公司通过合并多个小型企业，形成了一个由多个子公司组成的庞大企业集团。为了更好地管理这些公司，弗拉格勒与洛克菲勒的律师团队创新性地创建了一个名为“标准石油信托”（Standard Oil Trust）的组织形式，将所有子公司纳入统一管理。这一信托结构在当时引起了广泛关注，公众和媒体对这种新的法律实体产生了强烈的怀疑，认为它进一步加剧了垄断现象。
鼎盛时期的标准石油在全球石油市场的份额超过90%，其庞大的资产和影响力让它成为了全球最强大的企业之一。标准石油的成功并不仅限于美国市场。弗拉格勒和洛克菲勒还将视野拓展到了海外，他们在欧洲建立了自己的业务，并投资于美国的天然气生产。在进入20世纪后，标准石油逐步适应了市场变化，开始拓展至汽车用汽油的生产，并逐渐减轻了对煤油照明市场的依赖。尽管如此，自1880年代起随着俄罗斯和亚洲的石油生产逐步进入全球市场，海外的竞争者逐渐崭露头角，标准石油在全球石油市场的统治地位也开始受到挑战。1880年代初，弗拉格勒和洛克菲勒创造了他们最重要的创新之一。标准石油公司并没有试图直接影响原油价格，而是通过根据市场条件调整石油储存费用来间接控制价格。然后，弗拉格勒和洛克菲勒决定对存储在标准石油公司管道中的石油发行凭证。投机者开始交易这些凭证，从而创建了第一个原油期貨市场，标准石油通过这种方式实际上设定了现货市场价格，并逐步影响了全球油市。1882年末，国家石油交易所（National Petroleum Exchange）在曼哈顿开业。
然而，随着公众舆论的反弹以及反垄断运动的兴起，标准石油面临着越来越多的法律挑战。1901年，美国钢铁公司通过与安德鲁·卡内基达成协议，购买了标准石油的部分钢铁资产。在随后的几年里，标准石油被愈加严格的反垄断法律所限制。美国政府开始对其进行调查，并最终在1911年通过《谢尔曼反垄断法》要求拆分标准石油。尽管公司仍占有全球石油市场约70%的份额，但最终它被拆分成了34个独立的公司，包括今日的埃克森美孚（ExxonMobil）和雪佛龙（Chevron）等知名公司。

### 开发佛罗里达
亨利·弗拉格勒不仅是一位成功的企业家，他在佛罗里达州的经历与贡献也是其事业中最辉煌的一部分。弗拉格勒最初前往佛罗里达是为了照顾生病的第一任妻子玛丽，他们的医生建议他们前往杰克逊维尔度过冬季，远离北方严寒的天气。弗拉格勒在此期间首次体验到了佛罗里达温暖宜人的气候，而这次旅行为他后来的重大投资奠定了基础。
1883年，在玛丽去世后，弗拉格勒与玛丽的护理员艾达·爱丽丝（Ida Alice）结婚。新婚夫妇前往圣奥古斯丁度蜜月，弗拉格勒被这座城市的魅力所吸引，但也发现当地的酒店设施和交通系统远远不够完善。这一发现启发了他对佛罗里达未来发展的设想。虽然当时弗拉格勒依旧保留着标准石油公司的董事会席位，但他自此逐渐减少了对公司日常运作的参与，将心思转而投入到佛罗里达的开发计划中。1885年，弗拉格勒回到圣奥古斯丁，试图与弗兰克林·W·史密斯合作共同建设一座豪华酒店，但由于史密斯未能筹集到所需资金，弗拉格勒决定单独投资，开始建设拥有多达540个房间的庞塞德莱昂酒店。该酒店于1888年开业，并迅速取得了成功。
弗拉格勒的酒店投资不仅仅局限于圣奥古斯丁，他还意识到，要实现这些梦想，佛罗里达需要一套完善的交通系统。因此，他收购了当地一些小规模的铁路公司，并逐步扩展成了佛罗里达东海岸铁路。为了提高铁路的运输能力，他还采用了当时一种较为争议的做法——囚犯租用制度（南方各州在取代蓄奴制度后获得劳动力的一个替代性办法），对现有铁路进行现代化改造。随着铁路的扩展，弗拉格勒逐步在南佛罗里达地区开设了一系列豪华酒店，如皇家凤凰木酒店（Royal Poinciana Hotel）和浪花酒店（The Breakers）。这些酒店不仅改变了当地的旅游业，也推动了佛罗里达的社会和经济发展。弗拉格勒还在圣奥古斯丁建立了自己的私人住宅——基尔克赛德（Kirkside），进一步巩固了他在佛罗里达的影响力。
弗拉格勒的最著名贡献之一是他对迈阿密的开发。弗拉格勒最初打算将西棕榈滩作为其铁路系统的终点站，迈阿密大地主朱莉娅·斯特图尔特·塔特尔曾经多次尝试游说亨利·弗拉格勒将铁路从西棕榈滩延伸至迈阿密，但都未能如愿。直到1894年冬季，佛罗里达州遭遇了严重的寒潮，许多南部地区受到影响，但迈阿密幸免于难。塔特尔抓住机会寄给弗拉格勒一枝带绿叶和白花的橙树枝，证明迈阿密的气候适宜种植柑橘，并提出用她一半的土地换取铁路延伸、酒店建设和城市规划的条件。最终，弗拉格勒同意了这一提议，决定将铁路延伸至迈阿密。1896年4月15日，第一列火车抵达迈阿密，这座城市也踏上了快速发展的道路。1896年，迈阿密正式设市；同年，佛罗里达东海岸铁路延伸到基比斯坎
弗拉格勒也因此被誉为“迈阿密之父”。他不仅投资建设了铁路，还为迈阿密疏浚了运河，修筑街道、医院、教堂和学校等设市，建立水务、电力等公用事业，并资助了该市发行第一份报纸——《都市报》（The Metropolis）。弗拉格勒的雄心还没有止步于此，他继续投资扩大佛罗里达东海岸铁路，并在1912年完成了从佛罗里达半岛延伸至基韦斯特的跨海铁路，这条铁路的完成意味着他为佛罗里达州带来了与拉丁美洲和古巴更紧密的经济联系。通过这条铁路，基韦斯特成为了美国与加勒比地区之间的重要贸易港口。此外，弗拉格勒的投资不仅限于商业和基础设施建设，他还致力于改善佛罗里达的农业和社会福利。1894年的寒潮对农民造成了极大的损失，弗拉格勒为受灾农民提供了资金援助，帮助他们度过难关。
J·P·摩根公司的乔治·沃尔布里奇·珀金斯曾曾如此评价弗拉格勒在佛罗里达所作出的努力：“但任何一个人能够预见到这片无水的沙地和灌木丛的潜力，并敢于在这里修建铁路，这比世界上任何地方的类似发展更为神奇。”

### 去世
1913年3月，亨利·弗拉格勒在位于棕榈滩的白厅（Whitehall）庄园不幸跌倒，一段大理石楼梯摔下。虽然他接受了治疗，但未能治愈伤势，最终于同年5月20日去世，享年83岁。弗拉格勒的去世引起了佛罗里达州和全国范围内的广泛关注。5月23日下午3点，佛罗里达东海岸铁路的每一列火车在其停留的位置默哀十分钟，作为对这位现代佛罗里达开创者的致敬。人们沿着铁路路线整夜等待，直到弗拉格勒的灵车从棕榈滩启程，途经圣奥古斯丁前往他最终的安息地。
弗拉格勒被安葬在圣奥古斯丁的长老会纪念教堂内的弗拉格勒家族陵园中，陪伴他一同安息的还有他的第一任妻子玛丽·哈克内斯（Mary Harkness）、女儿詹妮·路易丝·本尼迪克特（Jennie Louise Benedict）和孙女马吉丽·本尼迪克特（Margery Benedict）。弗拉格勒与玛丽·哈克内斯育有三个孩子，但其中只有他与玛丽的儿子哈里·哈克内斯·弗拉格勒（Harry Harkness Flagler）幸存下来。弗拉格勒的遗产中有一部分被专门指定给一位“侄女”，据说她实际上是弗拉格勒与一名未婚女子所生的私生子。
弗拉格勒的名字在佛罗里达州的多个地方得到了永恒的纪念。迈阿密一条东西方向的主要干道被命名为弗拉格勒街（Flagler Street）。基韦斯特的弗拉格勒大道（Flagler Avenue）则是当地的主要道路之一。此外，佛罗里达州圣奥古斯丁的弗拉格勒学院（Flagler College）和弗拉格勒医院（Flagler Hospital）也以他的名字命名。位于比斯坎湾的弗拉格勒纪念岛（Flagler Monument Island）上竖立着一座他的纪念碑。弗拉格勒在棕榈滩的故居白厅现已对外开放，成为亨利·摩里森·弗拉格勒博物馆（Henry Morrison Flagler Museum），馆内还保存着他私人火车车厢供游客参观。2006年2月24日，弗拉格勒的雕像在基韦斯特揭幕，坐落在曾经是佛罗里达东海岸铁路终点的地方。同年7月28日，迈阿密-戴德县法院的东南角也揭幕了弗拉格勒的雕像，纪念这位推动佛罗里达州发展的伟大人物。
虽然佛罗里达东海岸铁路在佛罗里达礁岛群的跨海铁路在1935年劳动节飓风中遭到了严重破坏，并且未能恢复原状，但部分铁路的路基和剩余桥梁被出售给佛罗里达州政府，后者利用这些基础设施修建了连接基韦斯特的跨海公路。